# دیوید باندرمن
دیوید باندرمن (انگلیسی: David Bonderman؛ زادهٔ ۲۷ نوامبر ۱۹۴۲ – درگذشتهٔ ۱۱ دسامبر ۲۰۲۴) کارآفرین، وکیل، سرمایه‌دار و مدیر ارشد اجرایی آمریکایی بود که در سال ۱۹۹۲ با مشارکت جیمز کولتر و ویلیام پرایس، شرکت تی‌پی‌جی کپیتال را تأسیس نمود.
باندرمن در ۱۱ دسامبر ۲۰۲۴، در سن ۸۲ سالگی درگذشت. 